# 异源生物学
异源生物学（英語：Xenobiology；簡稱XB）是合成生物学的一个分支，是合成和生物操纵生物学器件和系统的研究。异源生物学源于Xenos（希腊语）这个名词，意思是“陌生人，客人”。因而XB描述的是一种科学对其不熟悉或尚未熟悉、在自然界中也不存在的生物学形式。在实践中，它描述了新型的生命系统和生物化学，不同于经典的DNA-RNA‐20个氨基酸体系（见分子生物学中的经典中心法则）。例如， XB探索的不是DNA或RNA，而是作为信息载体，定名为异源核酸（XNA）的核酸类似物。   它还侧重于遗传密码的扩展 以及非蛋白氨基酸向蛋白质的掺入。 

## 异源， 外源 和外星之间的差异
外星指的是外星球而外源指的是外面。外太空和天体生物学都是寻找宇宙中的自然进化的生命，大多是在恒星系统的宜居带中的其他行星。相对于天体生物学家所关心的是检测和（假设性地）分析存在于宇宙其他地方的生命， 异源生物学试图设计的地球上的生命形式具有不同的生物化学或不同的遗传密码。  

## 异源生物学的目标
- 异源生物学拥有揭示生物学和生命起源的基本知识的潜力。为了更好地理解生命的起源，就必须知道为什么生命从一个早期RNA世界向DNA - RNA-蛋白质体系进化及其通用的遗传密码 。  [5]它是一次进化的“意外”或是排除了一些其他类型的生物化学形式？通过测试其他的生化“原始汤” ，它有望更好地理解形成已知生命的原理。
- 异源生物学是通过发展具有新能力的工业生产体系的方法增强生物聚合物工程和（工程菌的）抗病性。在所有生物中遗传密码编码用于蛋白质生物合成的有20种经典氨基酸。在罕见的情况下，特殊氨基酸如硒代半胱氨酸，吡咯赖氨酸或硒代蛋氨酸可通过翻译，结合到一些生物体的蛋白质中。 [6]通过使用额外的氨基酸的700多个分子的生化分析，可以看到蛋白质性质被改变，产生了更有效的催化的或材料的功能。例如，欧盟资助的项目METACODE，力图把代谢衍生物（到目前为止，在活的生物体未知的有用的催化功能）结合入细菌细胞。XB可以提高生产过程的另一个原因，在于能够降低病毒或噬菌体感染的风险，因为XB细胞将不再是合适的宿主细胞、让它们变得更有抗性（一个称为交换遏制的方法）。
- 异源生物学提供了一个可设计的 “基因防火墙” ，一种新型的生物防护系统，它可以帮助加强和丰富目前的生物遏制方法的选项。传统基因工程和生物技术的其中一个关注是向环境的[水平基因转移]及其可能对人类健康的风险。在XB中的一个主要构思是设计不同的遗传密码和生化组成从而使水平基因转移成为不再可能。此外替代生物化学还将允许新的合成营养缺陷型。这一构思是创建一个正交生物系统，与自然遗传系统不兼容。 [7]

## 科学的途径
在异源生物学，其目的是设计和建造，在一个或多个基本水平上与他们的自然同类不同的生物系统。理想的情况是这些对自然界来说是新的生物将在每一个可能的生化方面表现出非常不同的遗传密码。长期的目标是构建一个细胞，这个细胞将不用DNA，而用异源核酸（ XNA ）、用不同的碱基对、非经典的氨基酸和改变的遗传密码组成的信息聚合物中储存其遗传信息。到目前为止，已经构建的细胞只包含了其中的一两个特性。

### 异源核酸（ XNA ）
起初，这项对DNA替代方式的研究主要由以下两个问题驱动：地球上的生命是如何进化的，以及为什么（化学）进化选择了RNA和DNA而不是其他可能的核酸和结构 。多样化核酸化学结构的系统实验研究已经生成了承载信息的完全新的生物聚合物。到目前为止，已经合成了许多用新的化学骨架或经修饰的DNA的XNAs ，例如：己糖核酸（ HNA）; 苏糖核酸（TNA），[乙二醇核酸（GNA），环己烯基的核酸（CeNA）。 含有3 个 HNA密码子的 XNA在质粒中的整合，已经在2003年完成。 这XNA用于在体内 （大肠杆菌）作为DNA合成的模板。这个研究使用二进制（ G / T）遗传元件和两个非DNA碱基（ Hx / U） ，已被扩展用于CeNA ，GNA对自然生物系统而言似乎对太过陌生，不能用做DNA合成的模板。 虽然有较多的限制，含有扩展碱基的DNA骨架还是可能被翻译成天然的DNA 。

### 扩展的遗传字母表
XNAs有修改过的骨架，而其它实验的目标是用非自然的碱基替换或扩展DNA的遗传字母表。例如，设计了含有六种碱基的 DNA（而不是四种标准碱基 A、T、G 和 C），这六种碱基是 A、T、G、C 以及两个新的碱基 P 和 Z（其中 Z 代表 6-氨基-5-硝基-3-(l'-p-D-2'-脱氧呋喃糖基)-2(1H)-嘧啶酮，P 代表 2-氨基-8-(1-β-D-2'-脱氧呋喃糖基)咪唑[1,2-a]-1,3,5-三嗪-4(8H)）。 在一项系统研究中，Leconte 等人测试了 60 种候选碱基（可能形成 3600 种碱基对）以确定其是否可用于 DNA 的潜在整合。

### 新型聚合酶
天然聚合酶既不能识别XNA ，也不能识别非自然的碱基。其中一个主要的挑战是要找到或创建新的聚合酶，将能够复制这些对自然来说是新的复合物。在某种情况下的HIV逆转录酶的修饰的变体被认为是能够PCR扩增含有第三型的碱基对的寡核苷酸 。 Pinheiro 等人（ 2012 ）证明了聚合酶进化和设计的方法，成功实现了自然界中不存在的核酸结构[异种核酸]的六个其他遗传聚合物的遗传信息的存储和修复（少于100个基点长度）。

### 遗传密码工程
异源生物学的目标之一是重写通用遗传密码 。改变代码的最有效果的方法是重新分配较少使用甚至从不使用的密码子。 在理想情况下，遗传密码通过增加一个密码子而得到扩展，从而从其旧功能中解放出来，并完全重新分配给非标准氨基酸（ncAA）（“密码子扩展”）。由于这些方法实施起来相当费力，可以采用一些捷径（“密码子工程”），例如，在特定氨基酸营养缺陷型的细菌中，和在实验的某一时刻不供给其营养缺陷的常规氨基酸而是其结构类似物。在这种情况下，天然蛋白质中的常规氨基酸残基被 ncAA 取代。甚至可以在同一蛋白质中插入多种不同的 ncAA。最后，20 种常规氨基酸的谱系不仅可以扩展，还可以减少到 19 种。 。通过重新分配转运 RNA（tRNA）/氨酰-tRNA 合成酶对，可以改变密码子的特异性。拥有此类氨酰-tRNA 合成酶的细胞因此能够读取对现有基因表达机制没有意义的mRNA序列。 替代密码子： 氨酰合成酶对可能会导致非标准氨基酸在蛋白质中体内掺入。 在过去，重新分配密码子的规模有限。然而，在2013年，哈佛大学的Farren Isaacs 和 George Church用同义密码子TAA置换了大肠杆菌基因组中的所有314 个TAG终止密码子，从而表明大量的取代碱基可合成更高度（修饰）而不致死的菌株。 全基因组密码子置换成功之后，作者继续并取得了13个密码子的重新编程整个基因组，直接影响42 个必需基因。 
更加激进的遗传密码改变是在无细胞体系中 （Sisido）以及在细菌中 (Schultz)，三联体密码子改变为四联体甚至五联体密码子。最后，非天然型碱基对可用来在蛋白质中导引入新的氨基酸。 

### 定向进化
由XNA替代DNA的目的也可以通过另一途径到达，即通过设计环境，而不是遗传模块。这一途径已被Marliere和Mutzel成功地证明了，其制作的大肠杆菌菌株的DNA是由标准的A ，C和G碱基组成，但合成的胸腺嘧啶类似物5 - 氯尿嘧啶代替了序列相应位置上的胸腺嘧啶（T）。因而将这些细胞的生长依赖于外部提供的5 - 氯尿嘧啶，但除此之外，它们的外形和功能看起来和正常大肠杆菌一样。这种途径获得的细菌具备了防止与其他细菌的相互作用的两个防火墙，其一是非天然化学物的营养缺陷，其二是包含了不能由其它生物体破译的一种DNA形式。

## 生物安全
异源生物学的系统旨在设计与自然生物正交的系统。 A类生物（仍是假设的），使用XNA  、不同的碱基对、及聚合酶并具有改变的遗传密码，将很难能够在基因水平上与自然的生命形式进行互动。因此，这些异源生物学的生物体代表一个基因飞地，不能与自然的细胞进行信息交换。 改变细胞的遗传机制导致交换遏制。类似于在IT信息处理，这种安全概念被称为“遗传防火墙”。 遗传防火墙的概念似乎克服了许多以前的生物安全系统的局限性。 遗传防火墙的理论概念的第一个实验证据是在2013年实现与基因组重新编码的生物（ GRO）的构建。在这一GRO中，大肠杆菌中所有已知UAG终止密码子都由UAA密码子替换，这会允许删除释放因子1并允许重新分配UAG的翻译功能。这个GRO对T7噬菌体的抗性提高从而显示出改变的遗传密码能够减少遗传兼容性。 但是，这种GRO仍然是与其自然的“母菌”非常相似，不能看作是一种遗传防火墙。大量三联密码的功能重新分配能够提供这样一个远景，可以获取综合了XNA 、新碱基对、新的遗传密码等不能与自然生物交流元件的品系。虽然遗传防火墙可以实现在新生物中纳入交换遏制机制，新型生化系统仍需评估新毒素和异源性化学物质。 

## 管理和监管问题
异源生物学可能挑战监管框架，因为目前的遗传修饰生物的法规和指令，不直接提及化学或基因组修饰的生物体。考虑到未来的几年，真正的异源生物学生命不会出现，政策制定者确实有时间作好准备迎接即将到来的管理挑战。自2012年，美国政策顾问、欧洲的四个国家生物安全委员会和欧洲分子生物学组织 已经着手这个主题，将其设为一个发展中的管理问题。